# Cartier
Cartier S.A., běžně známý jen jako Cartier, je původně francouzský výrobce luxusních šperků a hodinek. Společnost nese jméno rodiny klenotníků Cartierů, jejichž kontrola nad firmou skončila v roce 1964. Rodina byla známá početnými luxusními kousky, jako je například tzv. Bestiář, kolekce šperků vyrobených do podoby panterů, draků, chimér, ptáků nebo krokodýlů. Legendárním symbolem Bestiáře i celé firmy je Panthère broche, brož s panterem, která byla roku 1940 vyrobena pro Wallis Simpsonovou. Věhlas šperků rodiny Cartierů se dostal až do Indie, kde se místní mahárádža stal vlastníkem známého diamantového Paňdžábského náhrdelníku (The Patiala Necklace). Roku 1904 vyrobili Cartierové světově první náramkové hodinky, tzv. Santos, určené pro brazilského letce Santos-Dumonta. Hlavní sídlo firmy je v Paříži.

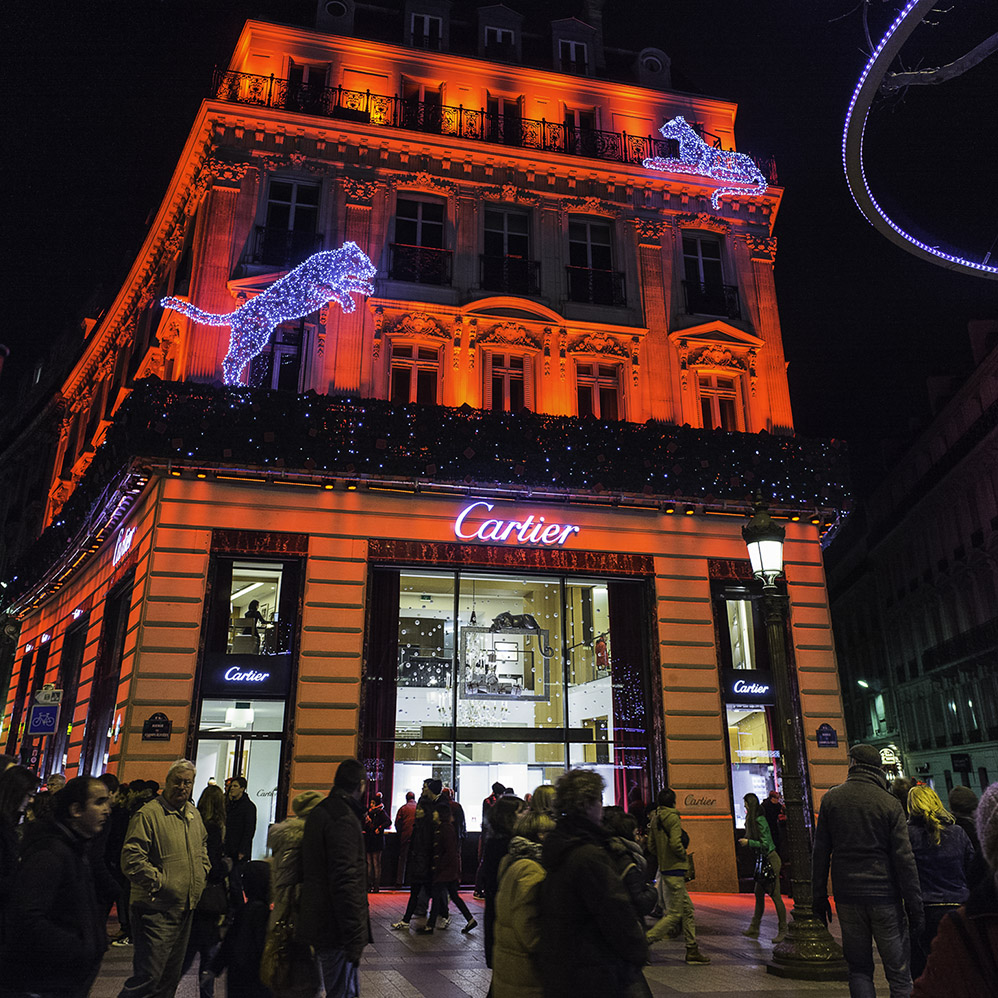
Cartier Paříž, Champ Elysée

Firma má za sebou dlouhou a významnou historii, kdy uspokojovala požadavky příslušníků královských rodin, stejně jako světoznámých celebrit. Princ z Walesu, budoucí Eduard VII., dokonce vítal Cartiera větou „Joaillier des Rois, Roi des Joailliers“ (klenotník králů, král klenotníků). Cartier přijal objednávku na výrobu 27 tiár, určených pro korunovaci budoucích panovníků. Anglický král Eduard VII. byl korunován roku 1902 a v roce 1904 udělil firmě Cartier výsadu dodavatelů anglického královského dvora. Stejná výsada brzy následovala od královských dvorů Španělska, Portugalska, Ruska, Thajska, Řecka, Srbska, Belgie, Rumunska, Egypta, Albánie, a také od dynastie Orleánských a Monackého knížectví.

## Historie

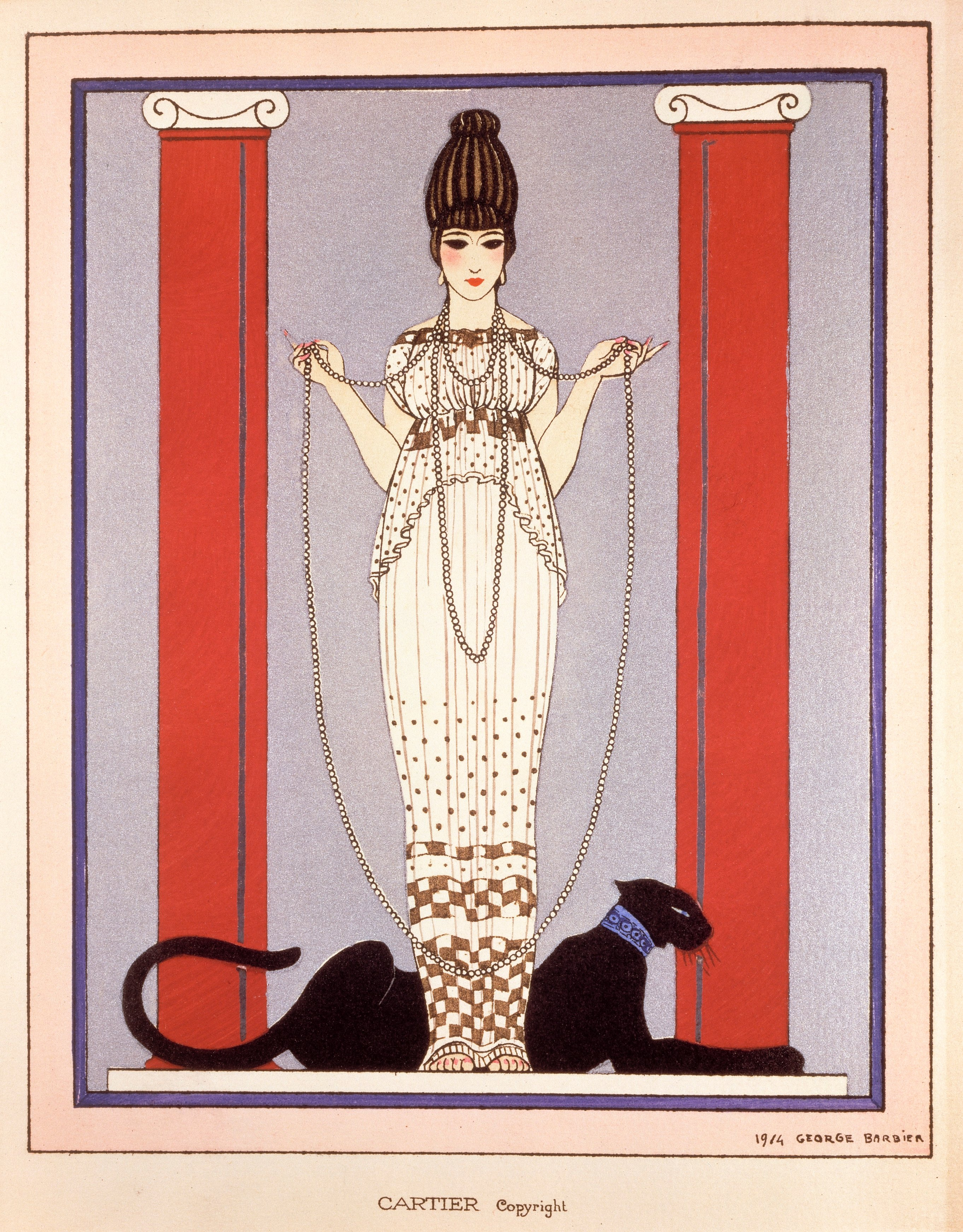
‘Dáma s panterem’, Cartierův reklamní plakát od George Barbiera (1914)

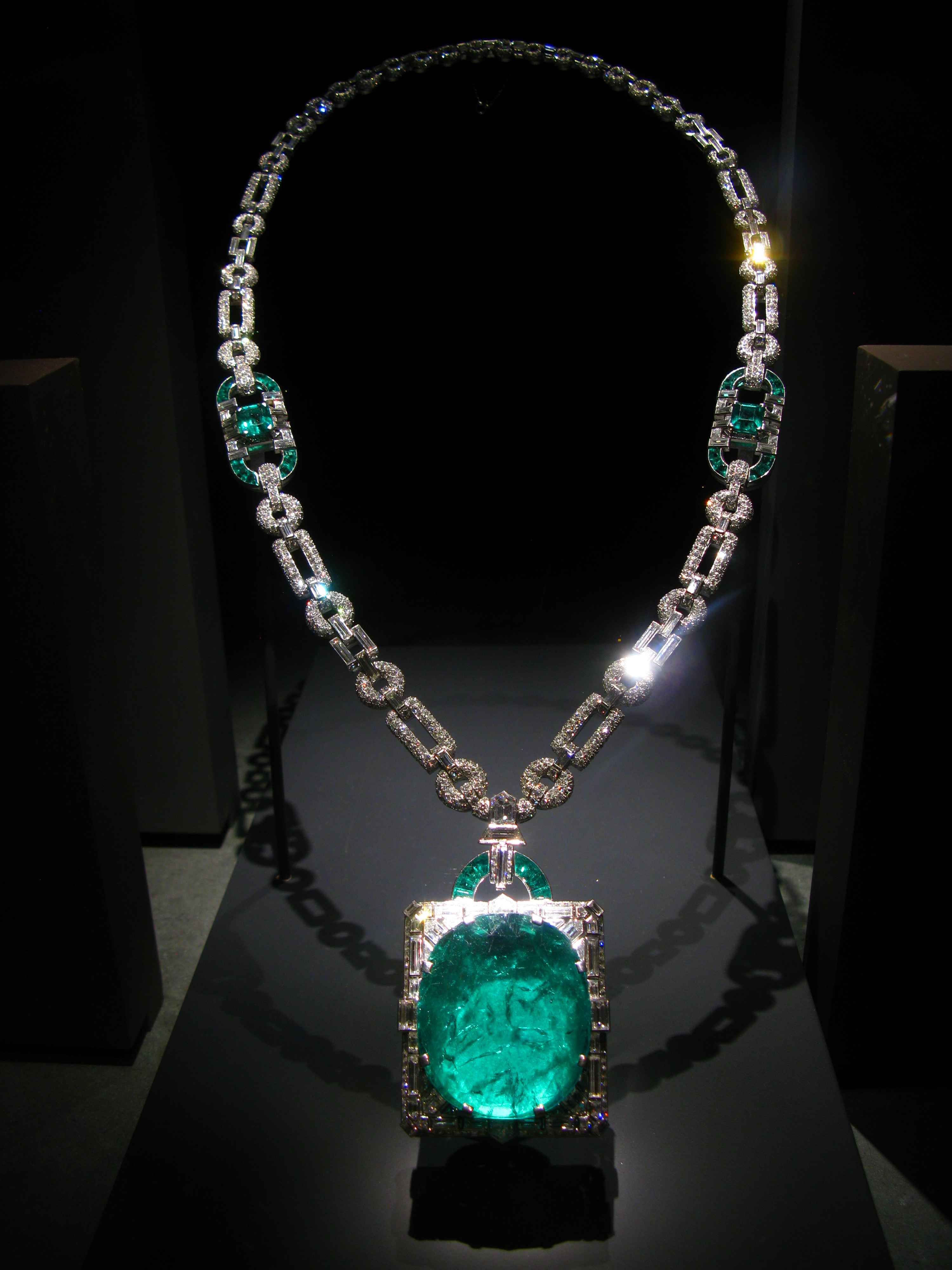
Smaragdový a diamantový náhrdelník Anny MacKay, sólistky Metropolitní opery v New Yorku (1931)

Firmu Cartier založil roku 1847 Louis-François Cartier(1819-1904), který převzal po svém mistrovi Adolphu Picardovi pařížskou dílnu v rue Montorgueil 29. V témže roce si vzal Alfréd Cartier na starost administrativu firmy, ale byli to až Alfrédovi synové, Louis, Pierre a Jacques, kteří se zasloužili o celosvětový věhlas značky Cartier. Roku 1848 založil Louis-Joseph, syn Louise-Françoise Cartiera, hodinářství. O pět let později ve společném klenotnicko-hodinářském podniku uvedli na trh první kapesní hodinky, přívěsky, brože a šatlény pro ženy. Louis-François vyučil syna Alfreda (1841-1925) který převzal vedení obchodu v roce 1874. 
V roce 1904 si brazilský pilot Alberto Santos-Dumont stěžoval svému příteli Louisi Cartierovi na nespolehlivost a nepraktičnost kapesních hodinek při letu. Cartier navrhl ploché náramkové hodinky s charakteristickým čtvercovým ciferníkem. Tyto hodinky si neoblíbil pouze Santos-Dumont, ale mnoho Cartierových klientů. A tak se zrodily tzv. "Santosky", první pánské náramkové hodinky (úplně prvním strůjcem náramkových hodinek je firma Patek Philippe, ale jednalo se o dámské a pouze jednorázové hodinky).
Louis se roku 1899 s obchodem přestěhoval do ulice Rue de la Paix č. 13, kde sídlí dodnes. Právě Louis navrhl několik nejznámějších kousků, jako například tzv. Záhadné hodiny (záhadné proto, že mají průhledný ciferník a kromě ručiček, ukazujících čas, není nic vidět, ani hodinový strojek) nebo exotické, orientální a barevné "Tutti Frutti" šperky.
Roku 1907 podepsal Cartier smlouvu s Edmondem Jaegerem, který souhlasil s exkluzivní dodávkou strojků pro Cartierovy hodinky. V té době měl Cartier pobočky v Londýně, New Yorku a Sankt Petěrburgu a rychle se stává jednou z nejúspěšnějších hodinových firem na světě. V roce 1912 se konalo představení modelů Baignoire a Tortue (oba jsou v prodeji dodnes), následováno velikým úspěchem modelu Tank roku 1917. Tento model, který navrhl Louis Cartier, byl inspirován válečnými stroji, které se nově začaly dostávat na západní frontu. Hodinky Tank přežily až do současnosti a jsou k dostání ve více než 30 variantách.
Začátkem roku 1920 vytvořil Cartier společnost spojenou s Edwardem Jaegerem, čímž si Cartier zaručil dodávku značkových hodinových strojků pouze pro sebe. Tak se zrodila evropská hodinovo-hodinková firma, přestože Cartier dále používal strojky i od jiných známých výrobců (Vacheron Constantin, Audemars Piguet, Movado a Jaeger-LeCoultre). Právě v této době začal Cartier označovat svoje hodinky referenčním číslem. Čtyřmístné číslo bylo obvykle vlisováno do řemínku. Jacques si vzal na starosti provoz v Londýně a časem se přestěhoval na New Bond Street.
Pierre Cartier založil v roce 1909 pobočku v New Yorku, kam se také roku 1917 přestěhoval na Fifth Avenue. Usídlil se v novorenesanční vile Mortona Planta (syna železničního magnáta Henryho B. Planta), kterou navrhl architekt C. P. H. Gilbert. Cartier získal sídlo od Planta výměnou za 100 $ v bankovkách a dvouřetízkový náhrdelník z přírodních perel, který měl v té době cenu 1 milionu dolarů.
Do Cartierova týmu patřil také Charles Jacqueau, kterého v roce 1909 přizval Louis Cartier, a Jeanne Toussaint, ředitelka firmy Fine Jewellry. Roku 1914 vytvořil George Barbier pro Cartierovu firmu plakát "Dáma s černým panterem", který byl tak populární, že z něj Cartier převzal černého pantera jako symbol své firmy a zařadil ho také mezi šperky se zvířecí tematikou období art deco.
Po Pierrově smrti roku 1964, Jean-Jacques Cartier (Jacquesův syn), Claude Cartier (Louisův syn) a Marionne Claudelle (Pierrova dcera), vedoucí poboček v Londýně, New Yorku a Paříži, společnost prodali.

## Nové vedení
Roku 1972 skupina investorů vedená Josephem Kanoui zakoupila pařížskou pobočku firmy Cartier. Prezident Robert Hocq, tvůrce konceptu "Les Must de Cartier" (Hocq prý jednou pronesl "Cartier, to je nezbytnost!", z čehož vznikl celý koncept výrobků Cartier, které prostě musíte mít) ve spolupráci s generálním ředitelem Alainem Dominiquem Perrinem začali představovat nové produkty, které reprezentovaly vysoký status a kvalitu z Cartierovské minulosti. V letech 1974 a 1974 byly pobočky v Londýně a New Yorku skoupeny zpět. Roku 1979 byly zájmy firmy spojeny vytvářením tzv. "Cartier Monde" ("Svět Cartier") a sjednocením poboček v Paříži, New Yorku a Londýně.
Firma Cartier byla sjednocena v roce 1981 a vedoucím byl jmenován Alain Dominique Perrin. Rok poté si vzal na starost design šperků Micheline Kanoui a vytvořil novou kolekci "Nouvelle Joaillerie" (Nové šperky). Roku 1984 založil Alain Dominique Perrin "Fondation Cartier pour l'art Contemporain" (Cartierova nadace současného umění). Tento krok byl důkazem jeho snahy přivést firmu Cartier bezprodleně do 21. století vytvořením asociace se současnými umělci.
V roce 1986 jmenoval francouzský ministr kultury Alaina Dominiquea Perrina vedoucím "Mission sur le mecenat d'entreprise" (Komise pro sponzorování umění). O dva roky později Cartier získal většinový podíl ve formách Piaget a Baume & Mercier. V letech 1989 - 1990 proběhla na žádost muzea první významná výstava šperků Cartier: "l'Art de Cartier" měla ohromný úspěch v Musee du Petit Palais v Paříži.
Perrin v roce 1991 založil mezinárodní komisi "Comite International de la Haute Horlogerie", aby mohl zorganizovat svůj první salon. Ten se konal 15. dubna 1991 v Ženevě a postupně se z něj stalo každoroční setkávání profesionálů. Rok poté se konala další velká výstava "l'Art de Cartier", tentokrát v muzeu Hermitage v Sankt Petěrburgu. V roce 1993 byla vytvořena zastřešující společnost "Vendome Luxury Group", která sloučila firmy Cartier, Alfred Dunhill, Montblanc, Piaget, Baume & Mercier, Karl Lagerfeld, Chloé, Sulka, Hackett a Seeger.
Cartierova nadace se roku 1994 přestěhovala do Rive Gauche, kde založila nové vedení v budově speciálně navržené Jeanem Nouvelem. V prosinci téhož roku se z důvodů náhlého úmrtí Robert Hocqa stala předsedou nadace jeho sestra Brigitte Hocq. Joseph Kanoui se stal viceprezidentem "Cartier Monde". V dalším roce se konala důležitá výstava starověké kolekce Cartier v Asii. Roku 1996 hostila nadace Lausanne Hermitage ve Švýcarsku výstavu "Splendours of the Jewellery" ("Skvostnost šperků"), která prezentovala stopadesát let činnosti firmy Cartier a její výrobky. V současné době (2012) je firma Cartier vlastněna společností Richemont, jejímž majitelem je jihoafrická rodina Rupertů.